# Lioporeus
Lioporeus es un género de coleópteros adéfagos  perteneciente a la familia Dytiscidae. 

## Especies
- Lioporeus brownei	Guignot 1950
- Lioporeus pilatei	(Fall 1917)
- Lioporeus triangularis	(Fall 1917)